# Kanton Lannoy
Kanton Lannoy (francouzsky Canton de Lannoy) je francouzský kanton v departementu Nord v regionu Nord-Pas-de-Calais. Tvoří ho 13 obcí.

## Obce kantonu
- Anstaing
- Baisieux
- Chéreng
- Forest-sur-Marque
- Gruson
- Hem
- Lannoy
- Leers
- Lys-lez-Lannoy
- Sailly-lez-Lannoy
- Toufflers
- Tressin
- Willems